# Polygala elegans
Polygala elegans là một loài thực vật có hoa trong họ Polygalaceae. Loài này được Wall. ex Royle miêu tả khoa học đầu tiên năm 1839.